# Gina Capellmann
Gina Capellmann-Lütkemeier (15 de febrero de 1960) es una jinete alemana que compitió en la modalidad de doma.
Ganó una medalla de oro en el Campeonato Mundial de Doma de 1986 y una medalla de oro en el Campeonato Europeo de Doma de 1987, ambas en la prueba por equipos.

## Palmarés internacional
| Campeonato Mundial | Campeonato Mundial      | Campeonato Mundial | Campeonato Mundial |
| Año                | Lugar                   | Medalla            | Categoría          |
| ------------------ | ----------------------- | ------------------ | ------------------ |
| 1986               | Cedar Valley (Canadá)   | Medalla de oro     | Por equipos        |
| Campeonato Europeo |                         |                    |                    |
| Año                | Lugar                   | Medalla            | Categoría          |
| 1987               | Leicester (Reino Unido) | Medalla de oro     | Por equipos        |